# Weird People
"Weird People"  é uma canção da girl group britânica Little Mix, contida em seu terceiro álbum de estúdio Get Weird, foi o primeiro single promocional. O single foi lançado em 16 de outubro de 2015 para streaming online e download digital, incluído na pré-venda do álbum.

## Antecedentes
No dia 12 de outubro de 2015, Little Mix liberou no sua conta oficial do Instagram, um vídeo com um trecho da canção.

## Recepção da crítica
Rebecca Mattina do site "AndPop" diz: "É mais um ingrediente no caldeirão de gêneros do álbum "Get Weird". Musicalmente não é a mais forte do álbum, mas faz com que você tenha atitude e pegue a sua jaqueta jeans velha e mostre seua melhores passos de dança dos anos 90." Lewis Corner do "DigitalSpy" revela:  "Weird People" é uma explosão de pop nostálgico com mais vitalidade do que uma rotina de duas etapas da Paula Abdul. É um chamado às armas para os desajustados irem a pista de dança em todo o mundo para obter o estrenho e o descolado na discoteca e arrancar essas inseguranças".

## Performances
A banda performou a canção na The Get Weird Tour, turnê em suporte ao álbum Get Weird.

## Créditos
Todo o processo de elaboração de "Weird People" atribui os seguintes créditos:
Gravação
- Gravada no Electric Studios, (Londres), e gravação vocal no Blue Box Studios, (Londres)
- Publicado pelas empresas Sam Remo Music Ltd; Sony/ATV Music Publishing; Warner/Chappell Music.

Produção
| - Edvard Førre Erfjord - Compositor,backing vocal, instrumentos e programação - Henrik Michelsen - Compositor,backing vocal, instrumentos e programação - Ed Drewett - Compositor, backing vocal - Camille Purcell - Compositor, backing vocal - Jade Thirlwall - Vocal principal - Jesy Nelson - Vocal principal - Leigh-Anne Pinnock - Vocal principal - Perrie Edwards - Vocal principal | - Lachie Chapman - Backing vocal - Duvall - Backing vocal - Matt Rad - Produção adicional, mixagem, backing vocal e instrumentos e programação - Maegan Cottone - Produção vocal - Wez Clarke - Mixagem - Electric - Produção, engenharia - Sam Ellison - Produção vocal assistente - Chris Bishop - Engenheiro vocal |

## Desempenho nas tabelas musicais
No Reino Unido, Weird People alcançou a posição 78 no UK Singles Chart, na Austrália a canção ficou na posição 125 na ARIA Charts e na Irlanda atingiu a posição de número 97 na Irish chart

### Posições
| Tabela musical (2015)                          | Melhor posição |
| ---------------------------------------------- | -------------- |
| Austrália (ARIA)                               | 125            |
| Estados Unidos ( Billboard Twitter Top Tracks) | 45             |
| Irlanda (IRMA)                                 | 97             |
| Reino Unido (UK Singles Chart)                 | 78             |

## Histórico de lançamento
| País  | Data                  | Formato          | Gravadora  |
| ----- | --------------------- | ---------------- | ---------- |
| Mundo | 30 de outubro de 2015 | Download digital | Syco Music |